# Elin Rombo

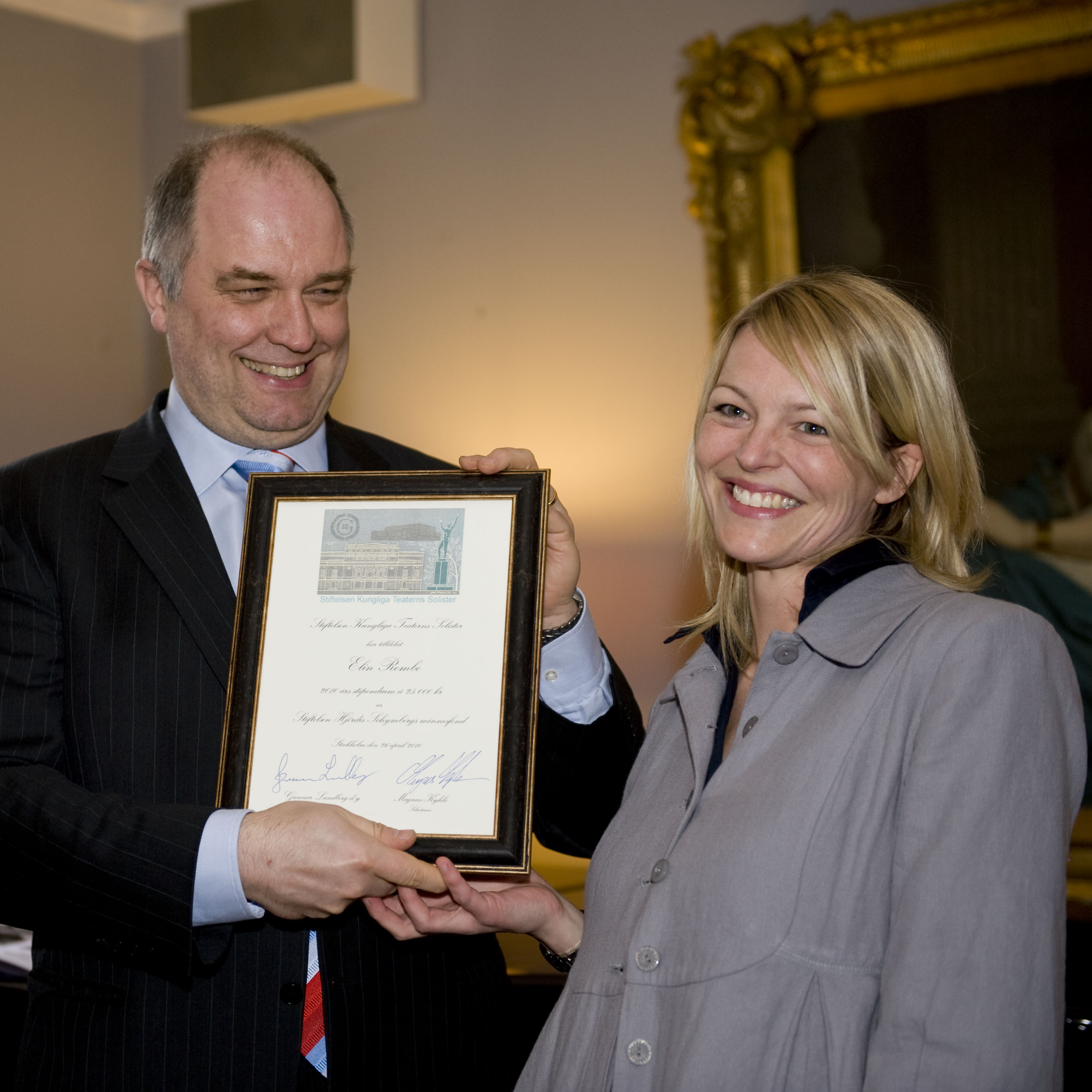
Gunnar Lundberg mit Elin Rombo (2010)

Elin Rombo (* 29. Januar 1976 in Katrineholm) ist eine schwedische Opernsängerin (Sopran).

## Leben
Elin Rombo studierte an der Brandon University Queen Elisabeth II. in Kanada und an der Musikhochschule in Stockholm, wo sie 2003 das Studium abschloss. Während des Studiums debütierte sie an der Königlichen Oper in Stockholm in der Rolle der Christa in Leoš Janáčeks Die Sache Makropulos. Im gleichen Jahr sang sie unter der Leitung Riccardo Mutis mit dem Chicago Symphony Orchestra Brahms’ Deutsches Requiem.
Bei ihrem Debüt 2009 bei den Salzburger Festspielen sang  sie in Luigi Nonos Al gran sole carico d’amore unter der Leitung von Ingo Metzmacher. In Francesco Cavallis Oper „Eliogabalo unter Alarcon“ sang sie die Anicia Eritea neben Franco Fagioli.

## Auszeichnungen und Stipendien
- Jenny Lind Stipendium
- Bernadotte Stipendium
- 2009: Birgit Nilsson Stipendium der Manhattan School of Music.
- 2016: Schwedische königliche Medaille Litteris et Artibus

## Diskografie
- CD: Strauss II, J.: Fürstin Ninetta (Naxos)